# مامادو کیتا
مامادو کیتا (انگلیسی: Mamadou Keïta; ۲۰ اکتبر ۱۹۴۷ – ۹ آوریل ۲۰۰۸) بازیکن سابق و مربی فوتبال اهل مالی بود.
وی همچنین در تیم ملی فوتبال مالی بازی کرده است.